# Épagne-Épagnette
Épagne-Épagnette település Franciaországban, Somme megyében. Lakosainak száma 515 fő (2022. január 1.). Épagne-Épagnette Mareuil-Caubert, Abbeville, Bellancourt, Eaucourt-sur-Somme és Vauchelles-les-Quesnoy községekkel határos.

## Népesség
A település népességének változása:
| Lakosok száma | 580  | 565  | 570  | 544  | 537  | 530  | 525  | 520  | 515  |
|               | 2013 | 2015 | 2016 | 2017 | 2018 | 2019 | 2020 | 2021 | 2022 |